# Раувен
Раувен (нід. Rouveen) — село в нідерландській провінції Оверейсел. Входить до муніципалітету Стапгорст.

## Галерея

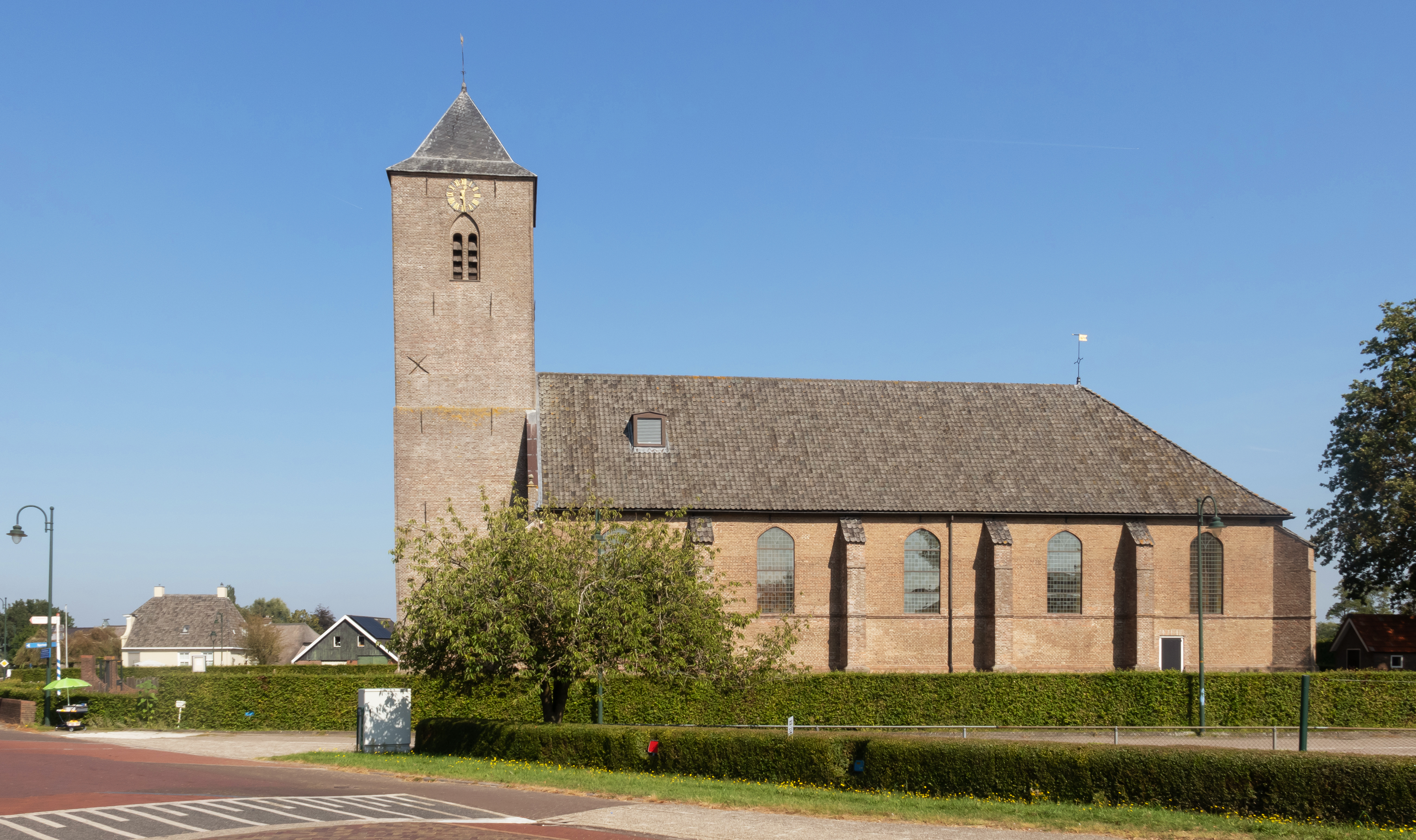
Церква у Раувені
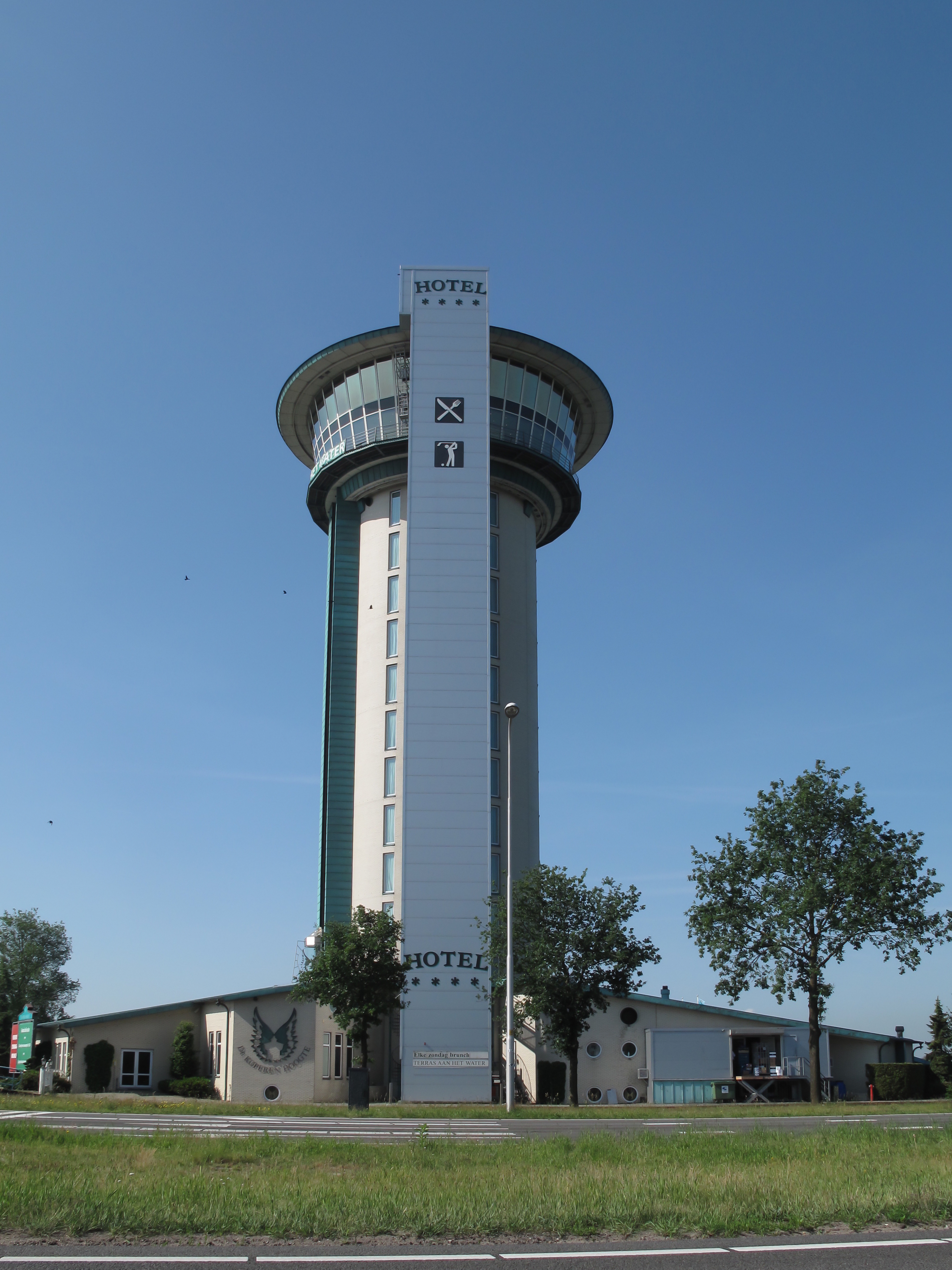
Готкль у Раувені